# Cecatka
Cecatka je české rodové označení pro dva rody dlouhovřeckotvarých hub (Ostropales):
- Petractis Fr.
  - Petractis clausa (Hoffm.) Kremp. - cecatka zavřená
  - Petractis hypoleuca (Ach.) Vězda - cecatka bělavá
- Thelotrema Ach.
  - Thelotrema lepadinum (Ach.) Ach. - cecatka chřástnatá